# ウラニア (小惑星)
ウラニア (30 Urania) は小惑星帯（メインベルト）の比較的大きい小惑星。1854年7月22日、ジョン・ハインドによって発見された。これは彼が最後に発見した小惑星である。
ギリシア神話の天文をつかさどる女神ウーラニアーにちなんで名づけられた。
2005年1月に近畿地方で掩蔽が観測された。